# Świątynia Nefrytowego Buddy

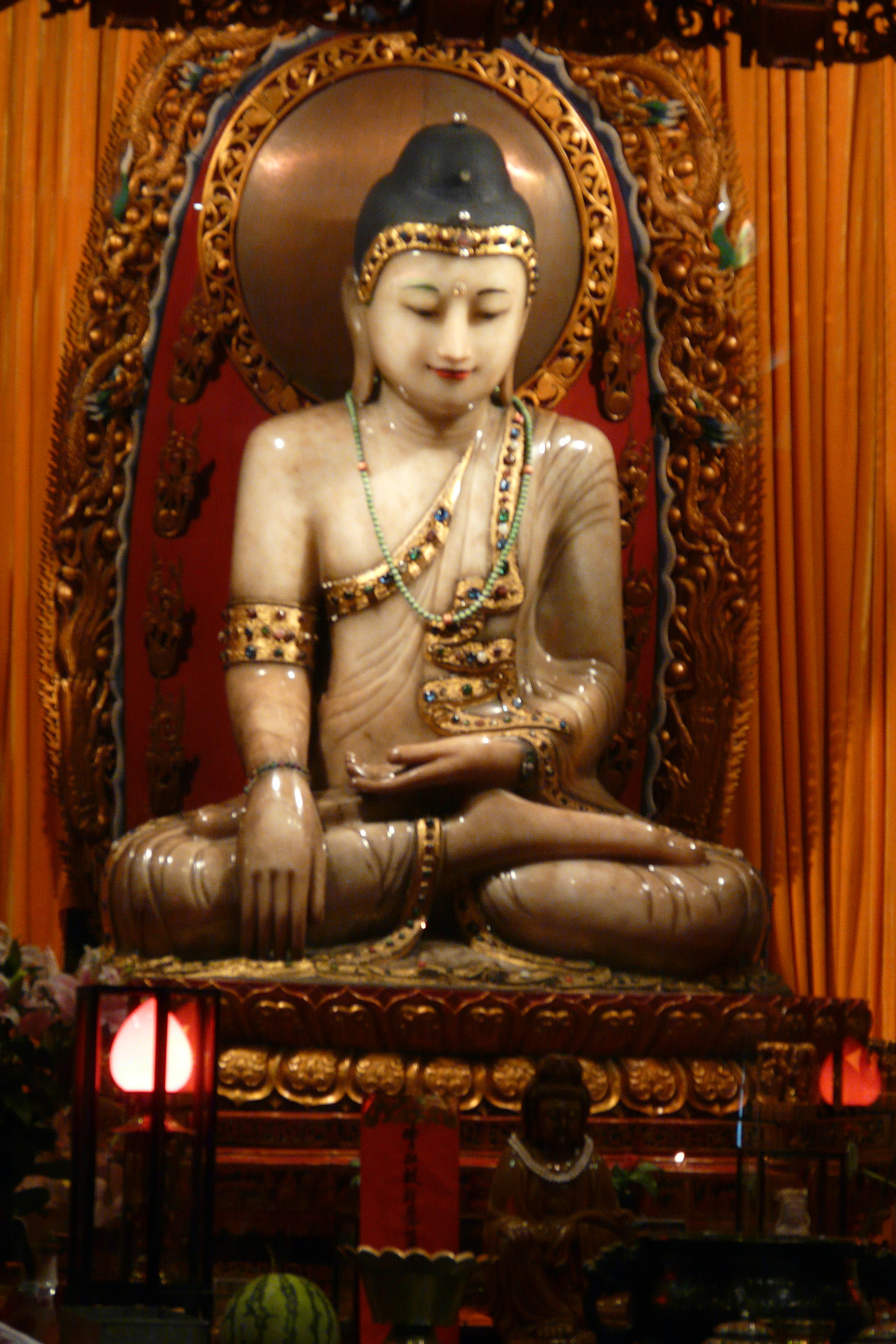
Figura siedzącego Buddy

Świątynia Nefrytowego Buddy (chin. upr. 玉佛禅寺, chin. trad. 玉佛禪寺, pinyin Yùfó Chán Sì) – świątynia buddyjska tradycji chan, znajdująca się w Szanghaju. Obecnie mieszka w niej 70 mnichów.
Została wzniesiona w 1882 roku jako miejsce przechowywania dwóch figur Buddy, przywiezionych z Birmy przez mnicha Huigena. Świątynia została zniszczona podczas rewolucji Xinhai, figury Buddów przetrwały jednak szczęśliwie zniszczenie. Budynek świątyni odbudowano w latach 1918–1928. Podczas rewolucji kulturalnej świątynię zamknięto, ocalała jednak szczęśliwie od zniszczenia gdyż na jej drzwiach mnisi wywiesili portrety Mao Zedonga. Ponownie otwarta została w 1980 roku.
Świątynię zbudowano w stylu nawiązującym do architektury okresu Song. Składa się na nią kilka symetrycznie ułożonych budynków o żółtych ścianach zewnętrznych, m.in. Pawilon Leżącego Buddy w którym przechowywane są dwie figury Buddów oraz Wieża Nefrytowego Buddy, wewnątrz której umieszczono ponad 7000 zwojów z sutrami. W pozostałych pawilonach znajdują się liczne buddyjskie rzeźby i obrazy.
Z dwóch znajdujących się w świątyni figur jedna przedstawia Buddę w pozycji siedzącej, druga leżącego na prawym boku. Obydwie pokryte są białym nefrytem. Budda siedzący ma 190 centymetrów wysokości i waży 205 kilogramów. Ozdobiony jest szmaragdem oraz agatem. Budda leżący ma długość 96 centymetrów. W 1988 roku buddyści z Singapuru podarowali świątyni 4-metrową replikę leżącego Buddy.